# Pont suspendu d'Ozimek
Le pont suspendu d'Ozimek (polonais : Most wiszący w Ozimku) est un pont de Ozimek. Il est construit entre 1823 et 1827, pour enjamber la Mała Panew.

## Histoire
Construit entre 1823 et 1827, il est un des plus anciens ponts suspendus d'Europe.
Le 30 mars 2017, le président Andrzej Duda l'inscrit au titre des monuments historiques de Pologne (Pomnik historii). 

## Galerie

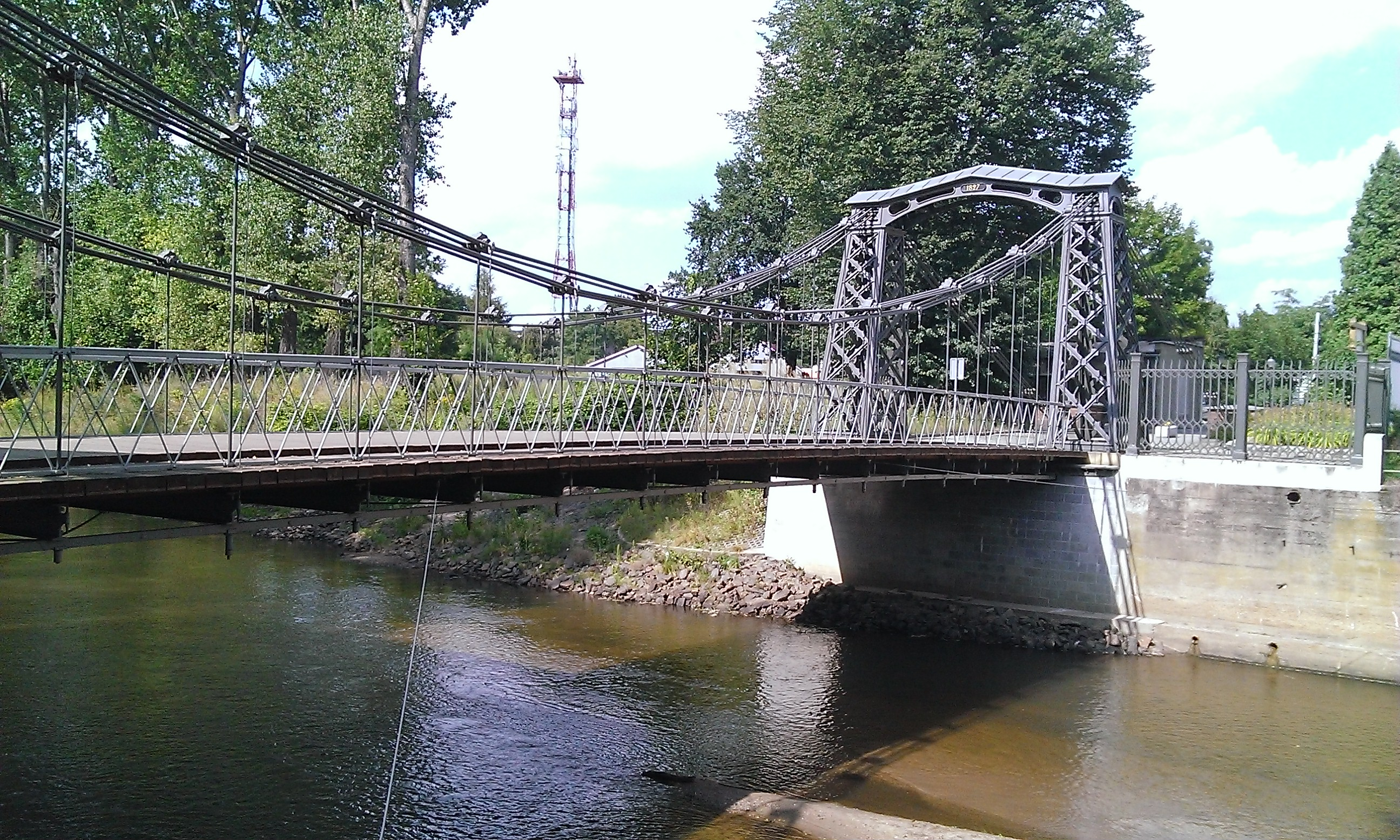
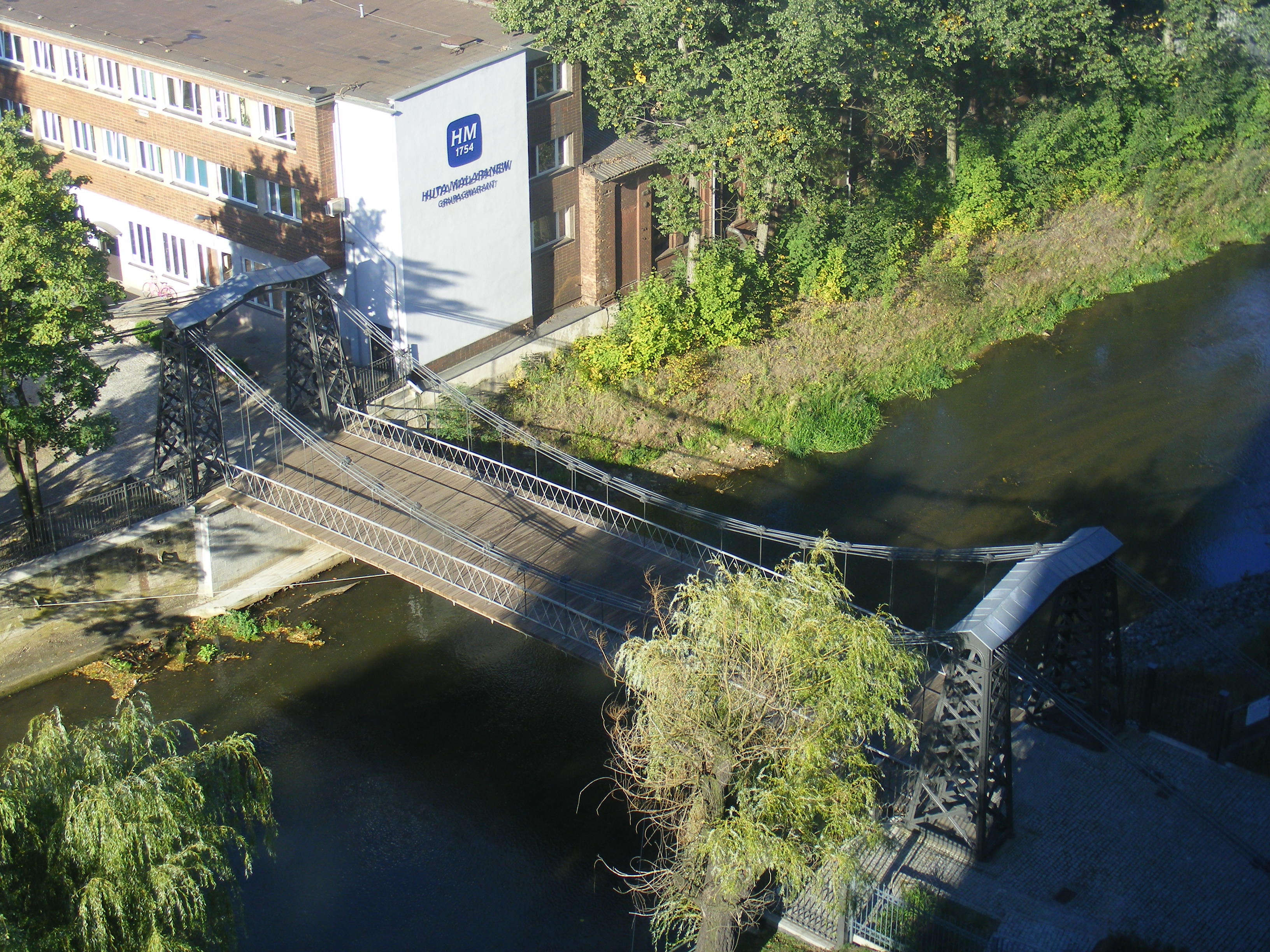
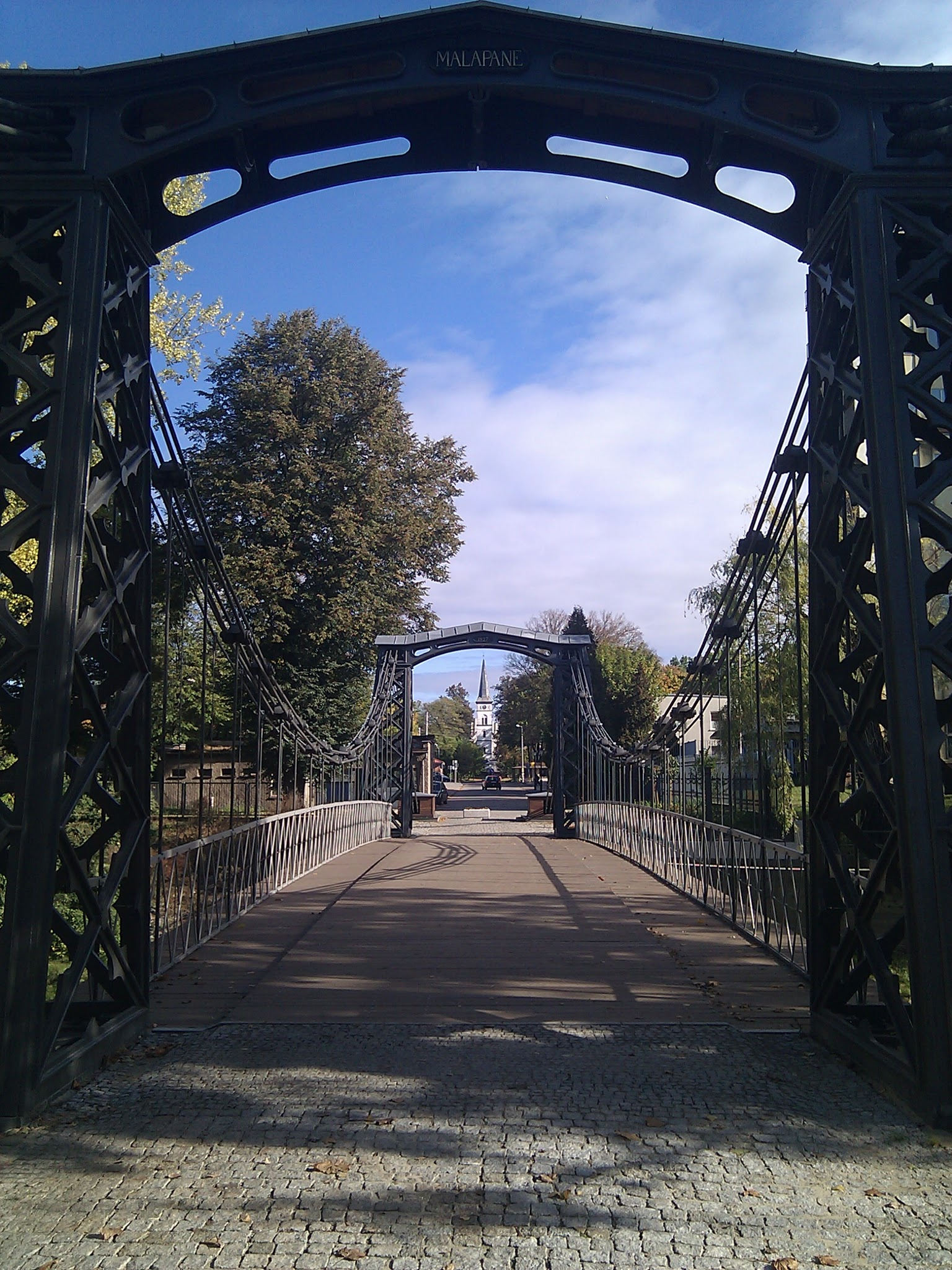
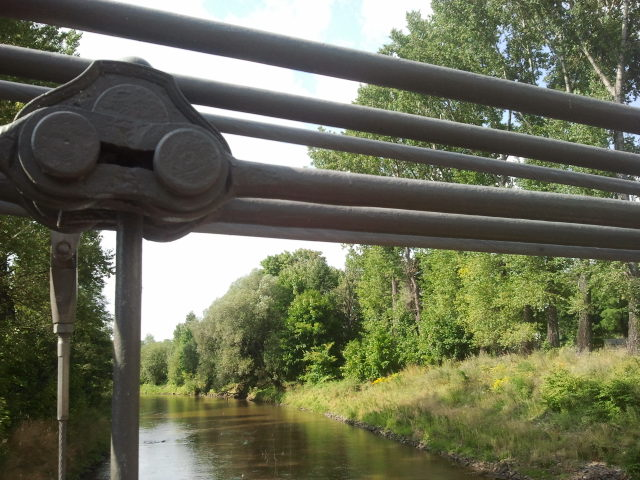
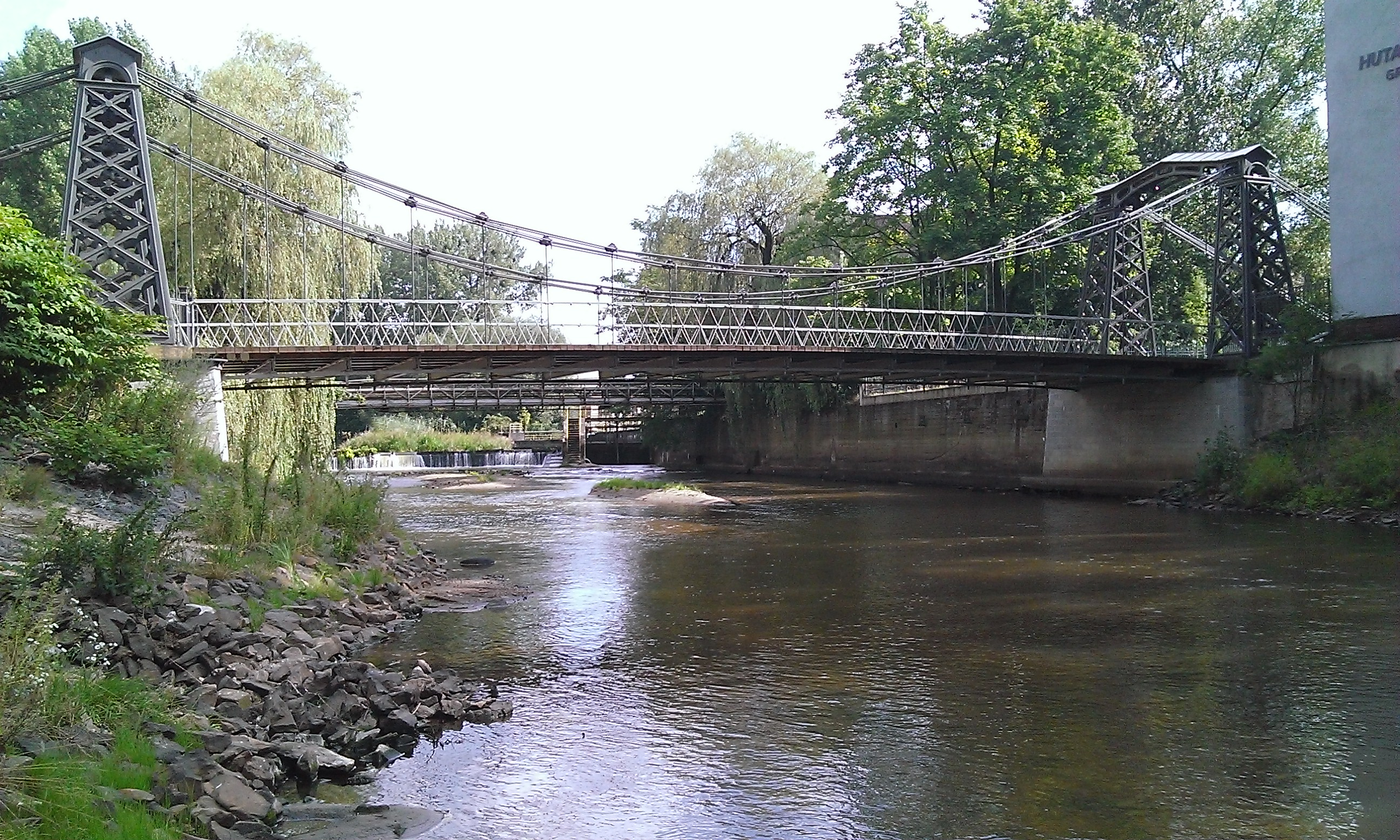